# Роман (Корнев)
Епископ Рома́н (в миру Андре́й Васи́льевич Ко́рнев; 6 декабря 1972, Белово, Кемеровская область) — архиерей Русской православной церкви, епископ Рубцовский и Алейский (епархия входит в состав Алтайской митрополии).

## Биография
Родился 6 декабря 1972 года в городе Белово Кемеровской области в семье служащих.
В 1990 году окончил среднюю школу в селе Мамонтово Мамонтовского района Алтайского края. По окончании средней школы поступил в Алтайский политехнический институт.
В 1991 году принял Крещение в Покровском кафедральном соборе г. Барнаула.
С 1992-го по 1994 год проходил срочную военную службу в Воздушно-десантных войсках.
В 1998 году окончил институт с дипломом инженера-автомобилиста.
По окончании института проходил послушание пономаря в Покровском кафедральном соборе г. Барнаула.
В 1999 году поступил в Барнаульское духовное училище.
13 октября 1999 года пострижен в монашество с наречением имени Роман в честь преподобного Романа Сладкопевца, и 14 октября рукоположён во иеродиакона епископом Барнаульским и Алтайским Антонием (Масендичем).
17 октября 1999 года епископом Антонием рукоположён во иеромонаха. Проходил послушание ризничего в Покровском соборе, был членом Епархиального совета, исполнял обязанности духовника училища.
В 2002 году окончил Барнаульской духовное училище и был направлен на послушание в Богородице-Казанский мужской монастырь села Коробейниково.
В 2004 году епископом Барнаульским и Алтайским Максимом назначен исполняющим обязанности наместника монастыря. 23 июня 2008 году Священным Синодом утверждён в должности наместника.
В этом же году назначен исполняющим обязанности настоятеля Иоанно-Кронштадтской церкви села Усть-Чарышская Пристань по совместительству.
В 2010 году избран членом церковного суда Барнаульской епархии.
22 апреля 2011 за Божественной литургией Великой субботы удостоен права ношения палицы.
11 ноября 2011 года в Иверском храме, находящемся на территории Барнаульского епархиального управления епископом Барнаульским и Алтайским епископом Максимом (Дмитриевым) возведён в сан игумена, при этом ему был вручён игуменский посох по должности.
В 2012 году успешно завершил обучение в Барнаульской духовной семинарии.
С 2012 года проходит обучение в Московской духовной академии.

### Архиерейство
16 июля 2013 года решением Священного Синода Русской православной церкви избран викарием Барнаульской епархии с титулом Рубцовский.
15 августа 2013 года в храме Иверской иконы Божией Матери при Барнаульском епархиальном управлении епископом Барнаульским и Алтайским Сергием был возведён в сан архимандрита.
16 августа 2013 в Тронном зале Храме Христа Спасителя Святейший Патриарх Московский и всея Руси Кирилл возглавил чин наречения архимандрита Романа во епископа.
29 сентября 2013 года за литургией в Новоспасском монастыре хиротонисан во епископа Рубцовского, викария Барнаульской епархии. Хиротонию возглавил Святейший Патриарх Московский и всея Руси Кирилл, митрополит Саранский и Мордовский Варсонофий (Судаков), архиепископ Сергиево-Посадский Феогност (Гузиков), епископ Елецкий и Лебедянский Максим (Дмитриев), епископ Дмитровский Феофилакт (Моисеев), епископ Солнечногорский Сергий (Чашин), епископ Воскресенский Савва (Михеев), епископ Острогожский Андрей (Тарасов), епископ Барнаульский и Алтайский Сергий (Иванников).
C 17 по 28 ноября 2014 года в Москве слушал двухнедельные курсы повышения квалификации для новопоставленных архиереев Русской Православной Церкви.
5 мая 2015 года решением Священного Синода назначен правящим архиереем новообразованной Рубцовской епархии с титулом «Рубцовский и Алейский».

## Награды
- Орден Преподобного Серафима Саровского III степени (6 декабря 2022) — во внимание к усердию и в связи с 50-летием со дня рождения[12]